# Budapest Grand Prix 2007
Gaz de France Budapest Grand Prix 2007 жіночий тенісний, який проходив з 21 по 29 квітня 2007 року в рамках Туру WTA 2007. 
В одиночному розряді його переможницею стаа Хісела Дулко, яка у фіналі перемогла Сорану Кирстю з рахунком 6–7(2), 6–2, 6–2. Для обох тенісисток це був перших фінал на турнірах WTA.
У парному розряді переможницями стали Агнеш Савай і Владіміра Угліржова, які у фіналі перемогли пару Мартіна Мюллер і Габріела Навратілова з рахунком 7–5, 6–2.

## Переможниці

### Одиночний розряд
Хісела Дулко -  Сорана Кирстя, 6–7(2), 6–2, 6–2

### Парний розряд
Агнеш Савай /  Владіміра Угліржова -  Мартіна Мюллер /  Габріела Навратілова, 7–5, 6–2